# Kënga Magjike
Kënga Magjike (албанська вимова: [ˈkəŋɡa maˈɟikɛ]; укр. "Чарівна пісня") — щорічний музичний конкурс, організований албанською телекомпанією Televizioni Klan.

## Переможці
- Ельза Ліла (1999)
- Ірма Лібогова, Еранда Лібогова (2000)
- Ровена Діло, Пірро Чако (2001)
- Міра Кончі (2002)
- Ема Бутучі (2003)
- Ірма Лібогова (2004)
- Гента Ісмайлі (2005)
- Арменд Реджепагікі (2006)
- Аурела Гаче (2007)
- Йоніда Малікі (2008)
- Еліза Ходжа, Розела Гюлбегу (2009)
- Юліана Паша, Луїз Ейлі (2010)
- Редон Макаші (2011)
- Албан Шкендерай (2012)
- Беса (2013)
- Аурела Гаче, Янг Зерка (2014)
- Аурела Гаче (2015)
- Розана Раді (2016)
- Анджела Перістері (2017)
- Ельвана Г'ята